# Lexus LX
Lexus LX — полноразмерный внедорожник компании Lexus, выпускающийся с 1995 года. Настоящее поколение построено на базе автомобиля Toyota Land Cruiser 200. Основные рынки сбыта — Северная Америка, Ближний Восток, Китай, Индонезия, Филиппины, Россия, Австралия и Новая Зеландия.
Данное поколение внедорожника премиум-класса Lexus LX было представлено на автосалоне в Нью-Йорке еще в 2007 году. Но в Японии продажи Lexus LX, причём только флагманской модели LX570, начались в августе 2015 года, когда автомобиль прошел основательное омоложение. Будучи еще не самой дорогой моделью в ряду Lexus (есть еще Lexus LS гибрид), LX570 занимает только пятую строчку в рейтинге популярности на внутреннем японском рынке.Автомобиль оснащается полным приводом с межосевым дифференциалом Torsen

## Первое поколение
В ноябре 1995 года LX 450 поступил в продажу. В США начал производиться в январе 1996 года, а в Канаде в 1997 году. Оснащался 4,5-литровым 1FZ-FE двигателем с 4 клапанами и 6 цилиндрами с рядным расположением, мощностью в 160 кВт (212 л.с.), крутящим моментом в 372 Hм. Идентичен автомобилю Toyota Land Cruiser 80. LX 450 был призван составить конкуренцию другим люксовым внедорожникам, вроде Range Rover. В США Lexus LX 450 продавался по цене от 48 тысяч долларов.

## Второе поколение

### 1998—2002

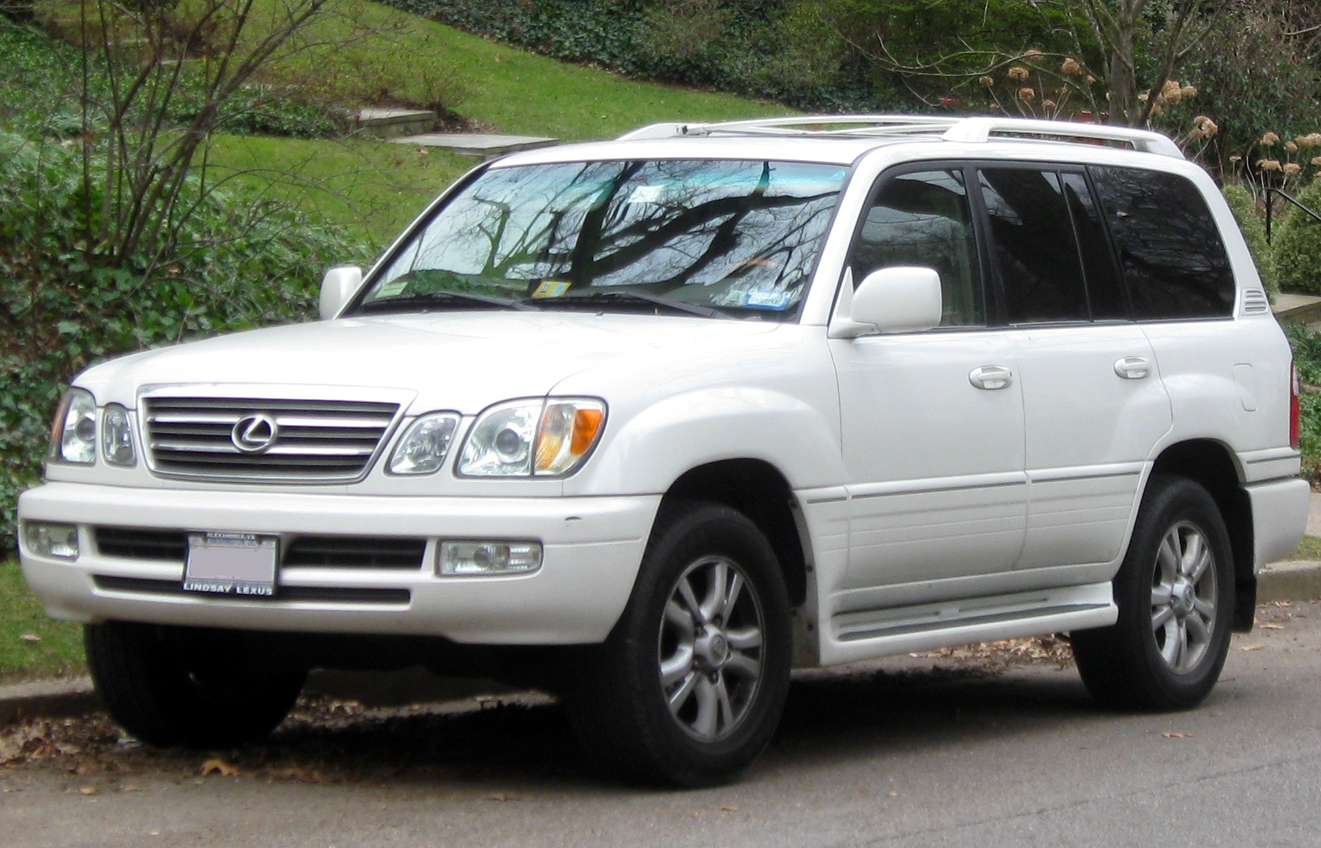
2002-2005 Lexus LX470 (США)

В середине 1990-х годов закончилась разработка второго поколения. В декабре 1997 года второе поколение было представлено на Автосалоне в Лос-Анджелесе, и поступило в продажу в 1998 году. Оснащается 4,7-литровым двигателем V8, мощностью 200 кВт (235 л.с.).

### 2002—2005

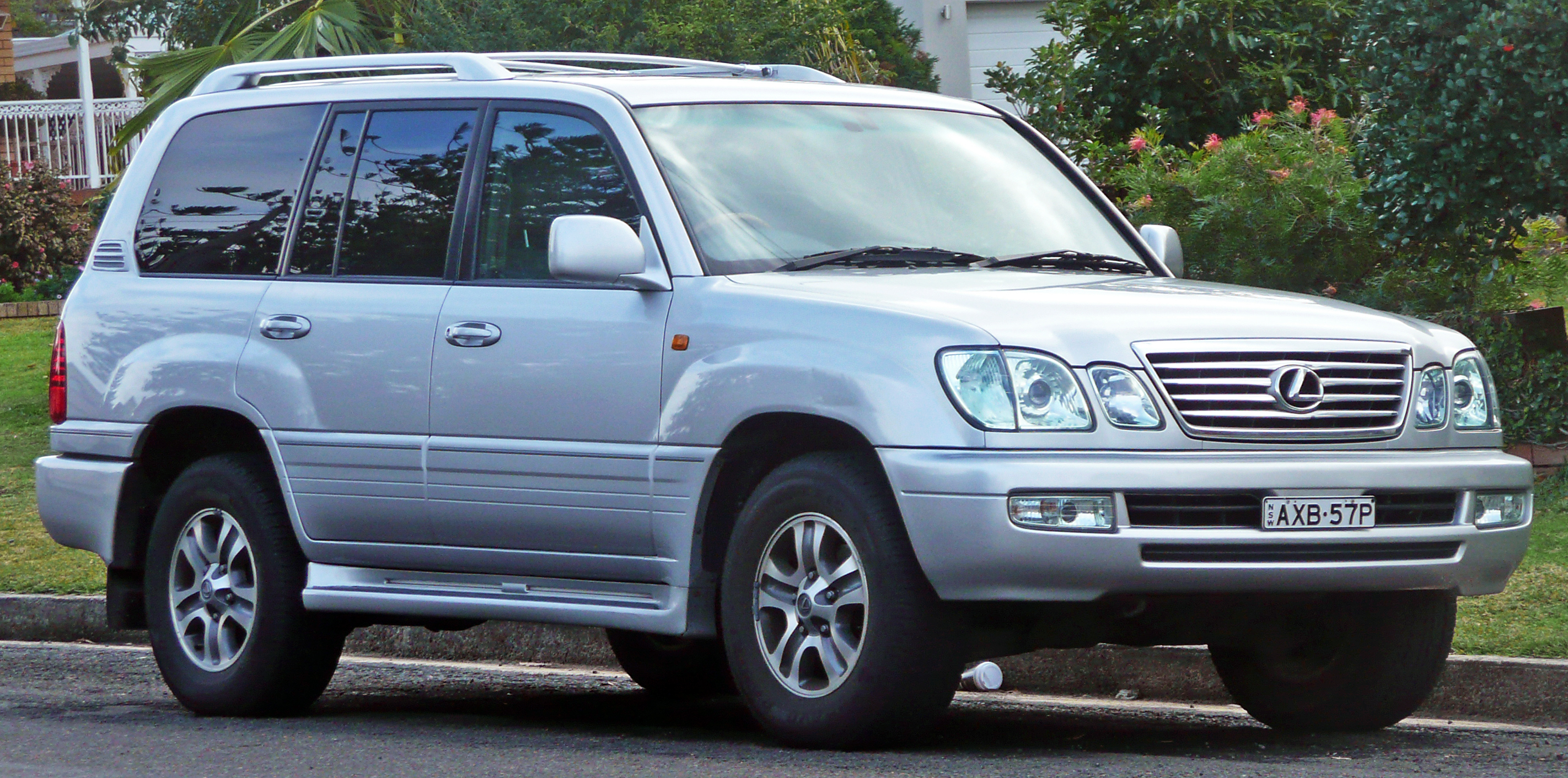
2005–2007 LX 470 (Австралия)

В 2002 году в качестве опции была добавлена инфракрасная камера ночного видения системы безопасности.
С 2002 по 2003 годы LX прошёл обновления в интерьере и экстерьере: новые диски, коробка передач, увеличенная мощность (с 235 л.с. на 238 л.с). Обновленный двигатель теперь соответствует стандартам выбросов CARB ULEV-II. Также были добавлены передние подушки безопасности для защиты туловища. Также добавили боковые подушки.
В 2004 году была добавлена система Bluetooth.

### 2005—2007
В 2005 году претерпел второй рестайлинг. Новая хромированная решетка радиатора, светодиодные задние фонари, обновлен двигатель, поставили систему VVT-i, за счет этого подняли мощность с 238 л.с. до 275 л.с. В 2007 году выпустили ограниченную версию, тиражом 400 штук, Limited Edition.  Внешне автомобиль можно будет узнать по цвету «Black Onyx», 18-дюймовым дискам с покрытием «Liquid Graphite», хромированным ручкам и хромированным накладками под окон, хромированным насадкам глушителя и надписи «Limited Edition» на передних дверях.

## Третье поколение

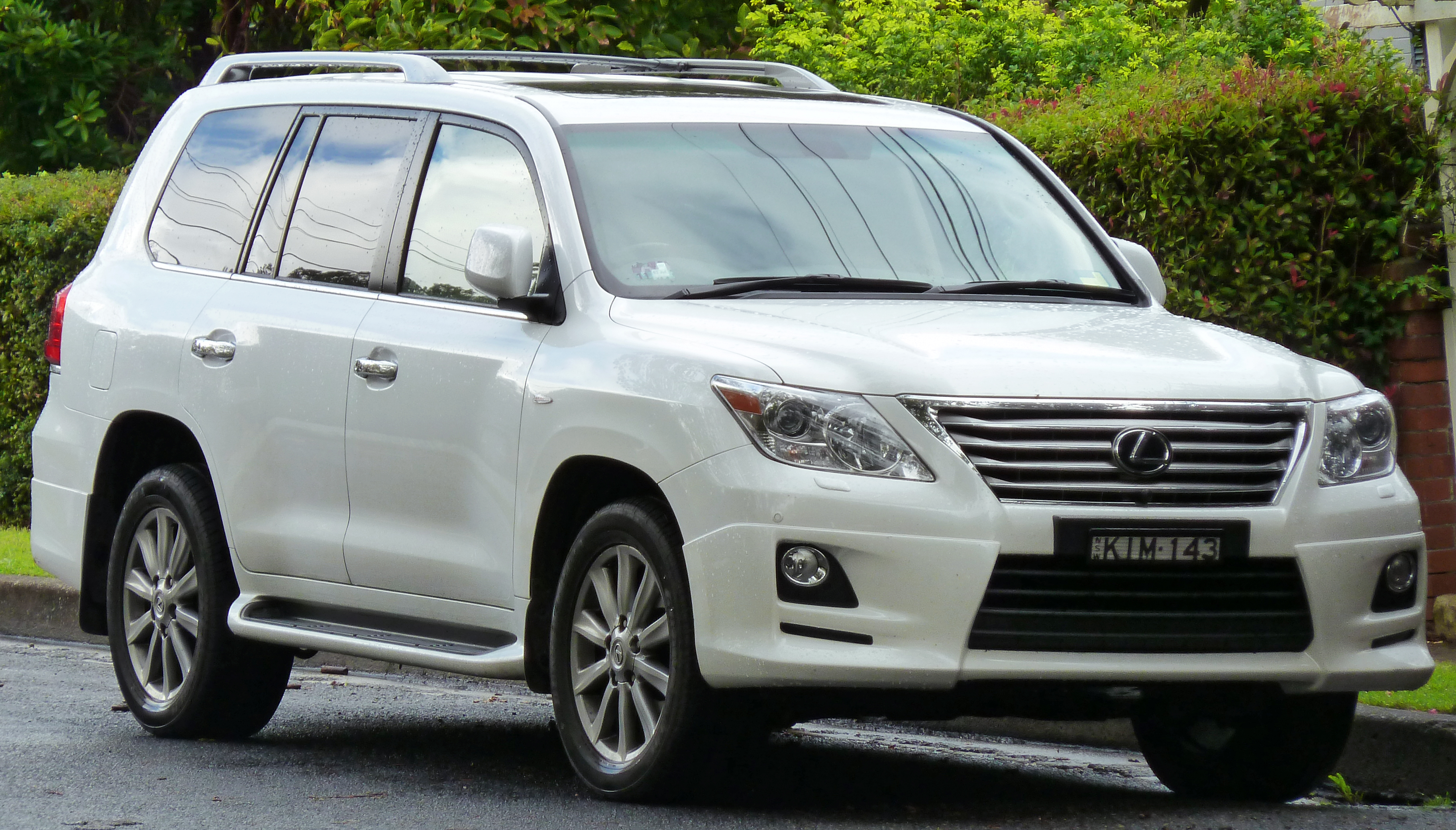
LX 570 2008—2012 года (тюнинг)

### 2007—2010
Новое поколение автомобиля было представлено в апреле 2007 года на автосалоне в Нью-Йорке. LX 570 значительно отличался от своего предшественника. Чуть позже (в сентябре 2007) был представлен его аналог - Toyota Land Cruiser 200. Внедорожник стал длиннее на 102 мм и шире на 25 мм. Колёсная база осталась прежней. Как и в Toyota Tundra, прицепное устройство встроено в раму.

### 2010—2012
В 2010 году Lexus LX получил небольшое обновление: новый бампер. Также было обновление для спортивной версии.

### 2012—2015
В 2012 году у Lexus LX прошёл лёгкий рестайлинг. Автомобиль получил новую решетку радиатора, бамперы, фары и задние фонари. Также изменились некоторые элементы салона в том числе щиток приборов и в топовых комплектациях добавились экраны в спинках передних сидений.

### 2015 — 2021

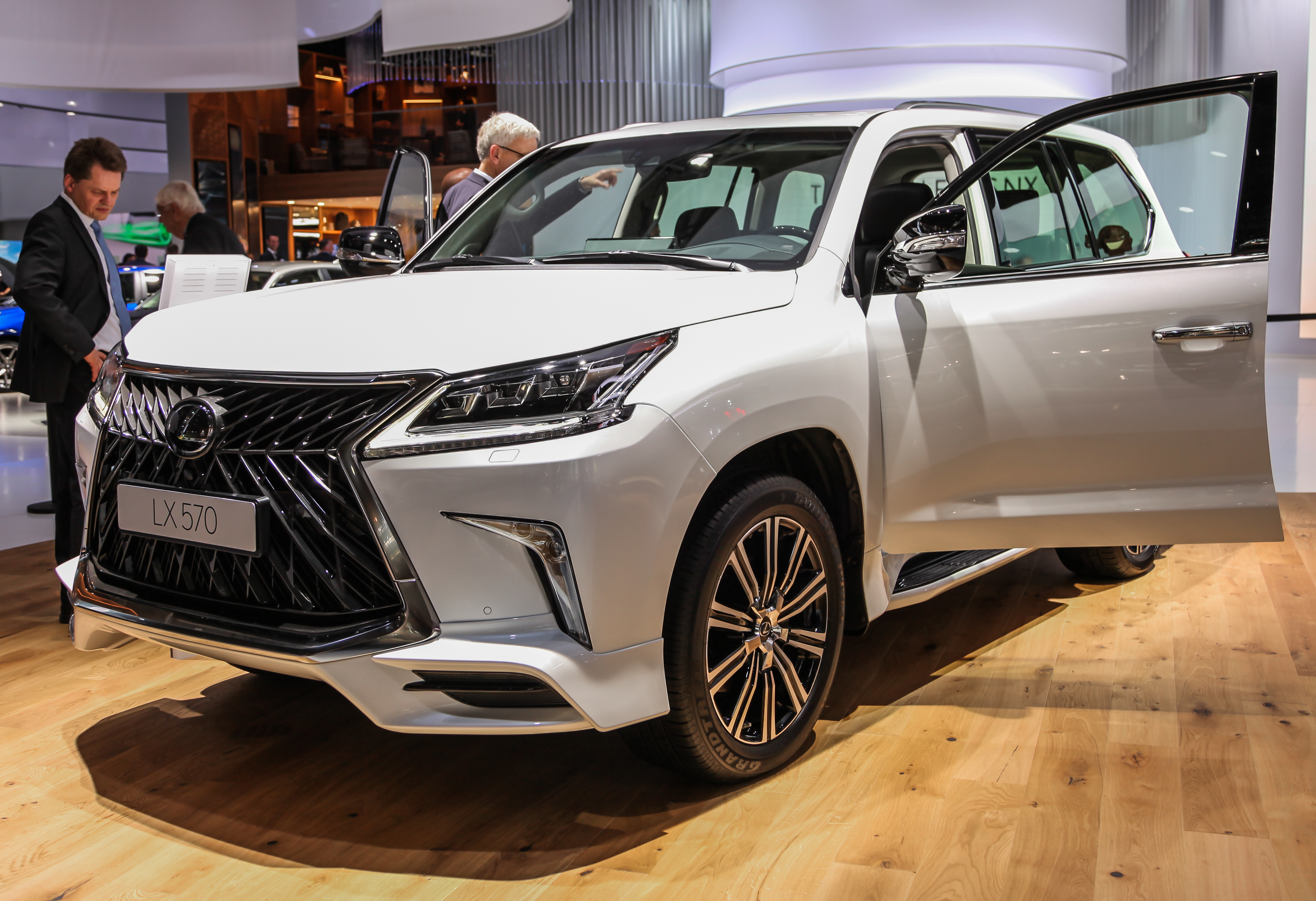
Lexus LX 570 после 2015 года (комплектация Superior)

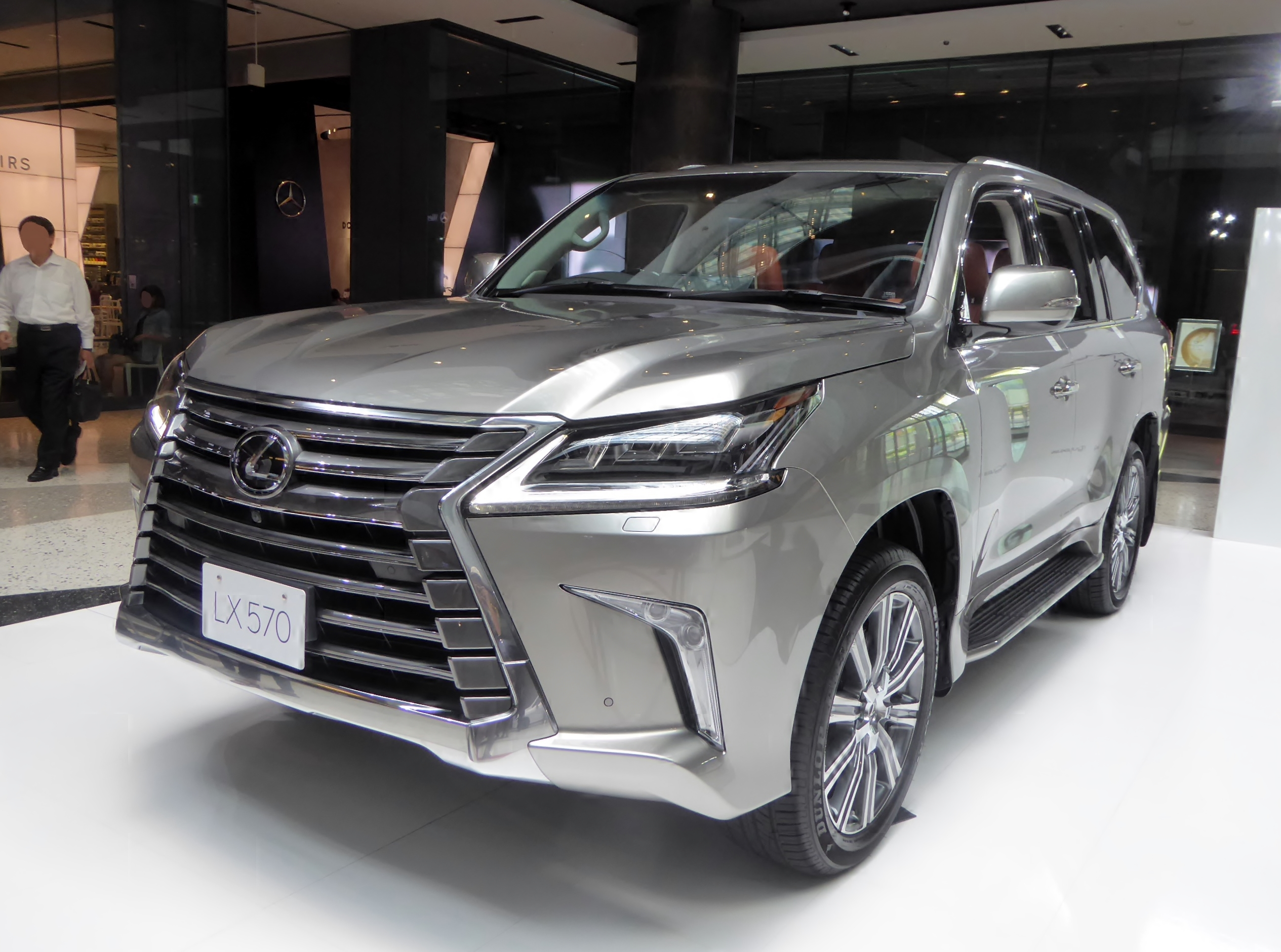
Lexus LX 570 после 2015 года

В 2015 году был сделан глубокий рестайлинг. Автомобиль получил новый интерьер и небольшие изменения в крыше.
Рестайлинговая версия была представлена в августе 2015 года на US Pebble Beach Concours d'Elegance.

### Двигатели
LX 570 оснащается на протяжении всего поколения бензиновым двигателем 5,7 л V8 мощностью 367 л.с. Так же после рестайлинга 2015 г. в Россию, Украину и Новую Зеландию автомобиль поставляется с дизельным двигателем  4,5 л V8 (272 л.с.). Для внутреннего рынка Японии предусмотрен только один бензиновый двигатель 5,7 л мощностью 377 л.с. 

## Четвёртое поколение

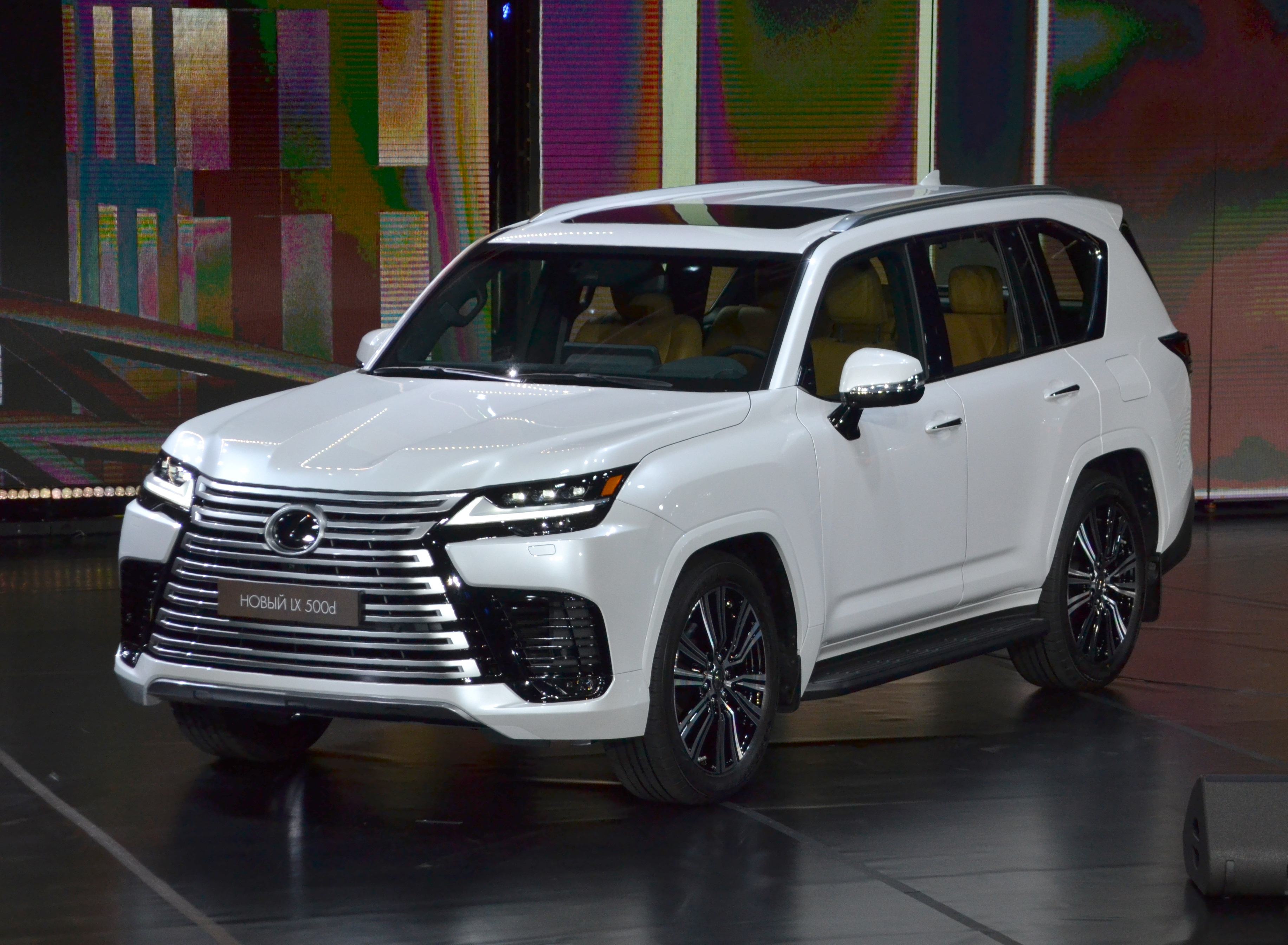
Lexus LX 500d

Четвёртое поколение внедорожника было представлено в октябре 2021 года. Производитель отказался от надёжных двигателей V8 и стал комплектовать четвёртое поколение 3,5-литровым бензиновым двигателем V6 с двойным турбонаддувом. Также доступен вариант с 3,3-литровым турбодизельным двигателем V6. Оба двигателя комплектуются 10-ступенчатой автоматической коробкой передач.